# Berthold von Henneberg

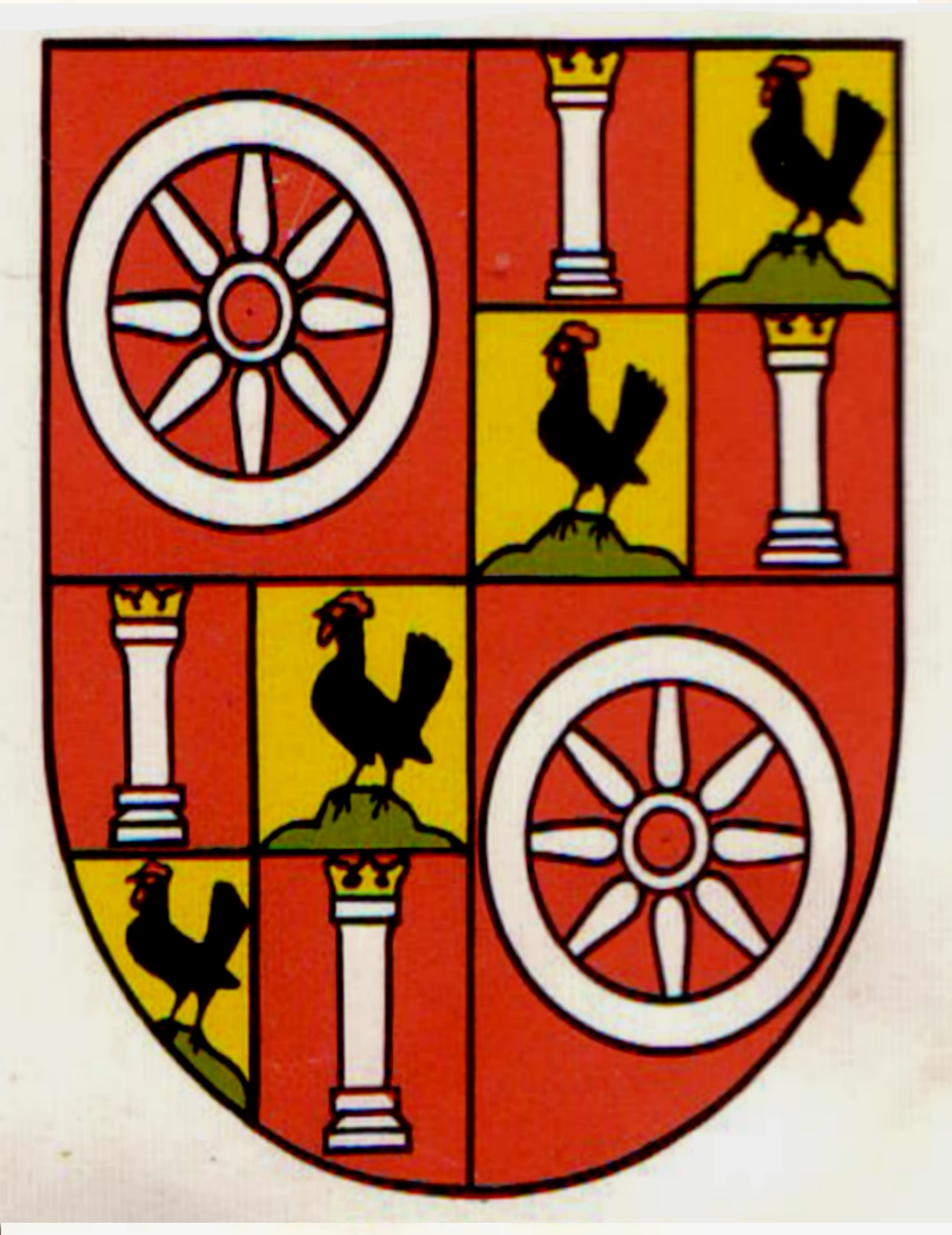
Wappen des Erzbischofs von Mainz

Berthold von Henneberg (* 1441/1442; † 21. Dezember 1504 in Aschaffenburg) war Erzbischof von Kurmainz, damit Reichserzkanzler und Kurfürst des Heiligen Römischen Reiches und maßgeblich verantwortlich für die Reichsreform.

## Leben

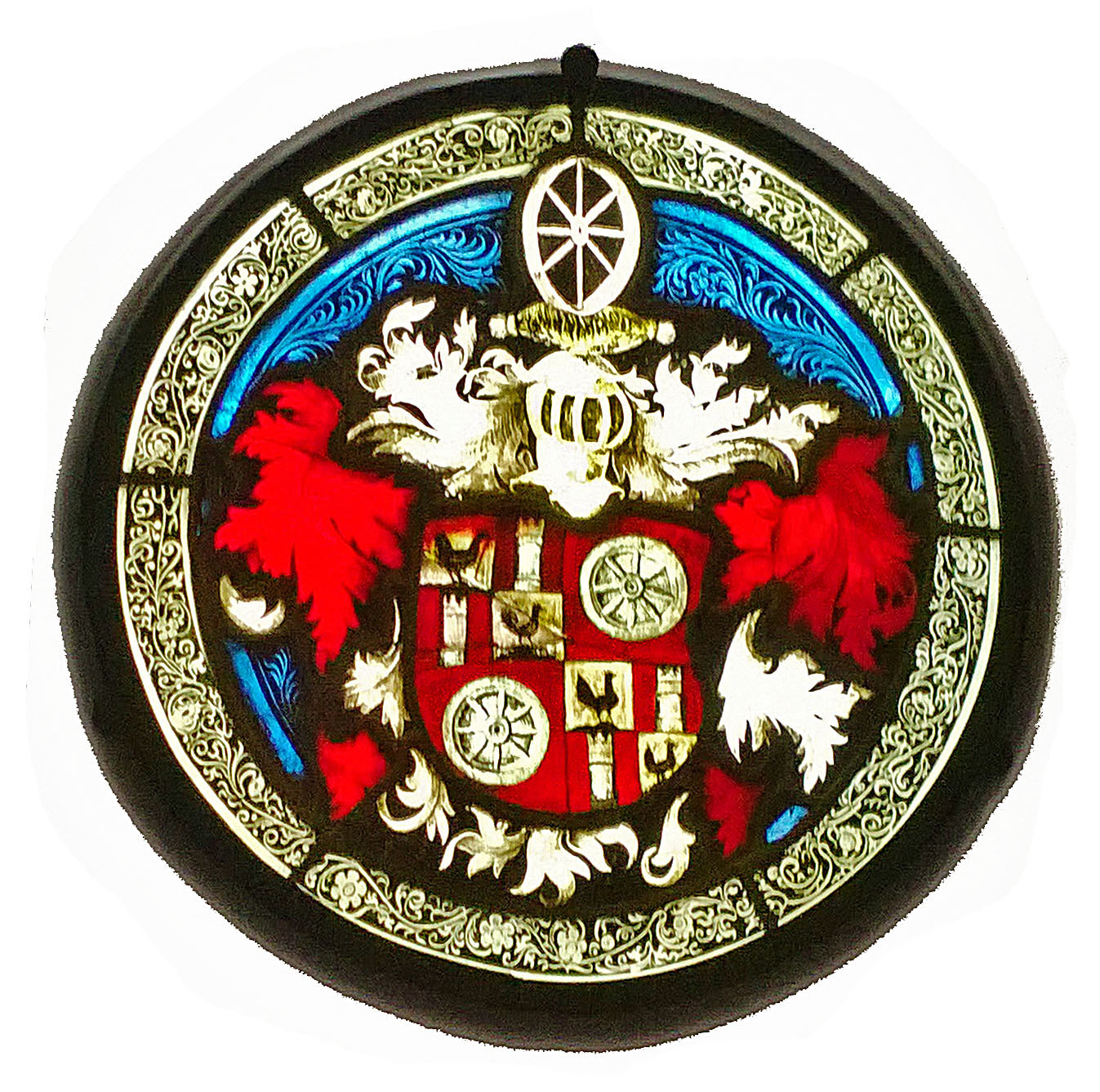
Sein Wappen um 1485, bemaltes und verbleites Hüttenglas vom Mittelrhein, heute im Hessischen Landesmuseum Darmstadt

### Familie
Er wurde als zwölftes Kind des Grafen Georg von Henneberg-Römhild aus dem fränkischen Adelsgeschlecht derer von Henneberg geboren. Einer seiner Brüder war der Bamberger Fürstbischof Philipp von Henneberg.

### Laufbahn als Geistlicher
Bereits mit jungen Jahren erhielt Berthold von Henneberg Dompfründen in Straßburg, Köln und Bamberg. Ab 1464 erhielt er Sacerdotalpfründen in Mainz, zunächst als Domizellar, dann ab 1472 im Mainzer Domkapitel, ab 1475 war er als Nachfolger des Richard von Stein Domdekan. Danach studierte er in Erfurt und Padua, zeitweise war er Schüler von Nikolaus von Kues. Ab 1467 war er am Hof des damaligen Kaisers Friedrich III. tätig.

### Erzbischof und Kurfürst von Mainz

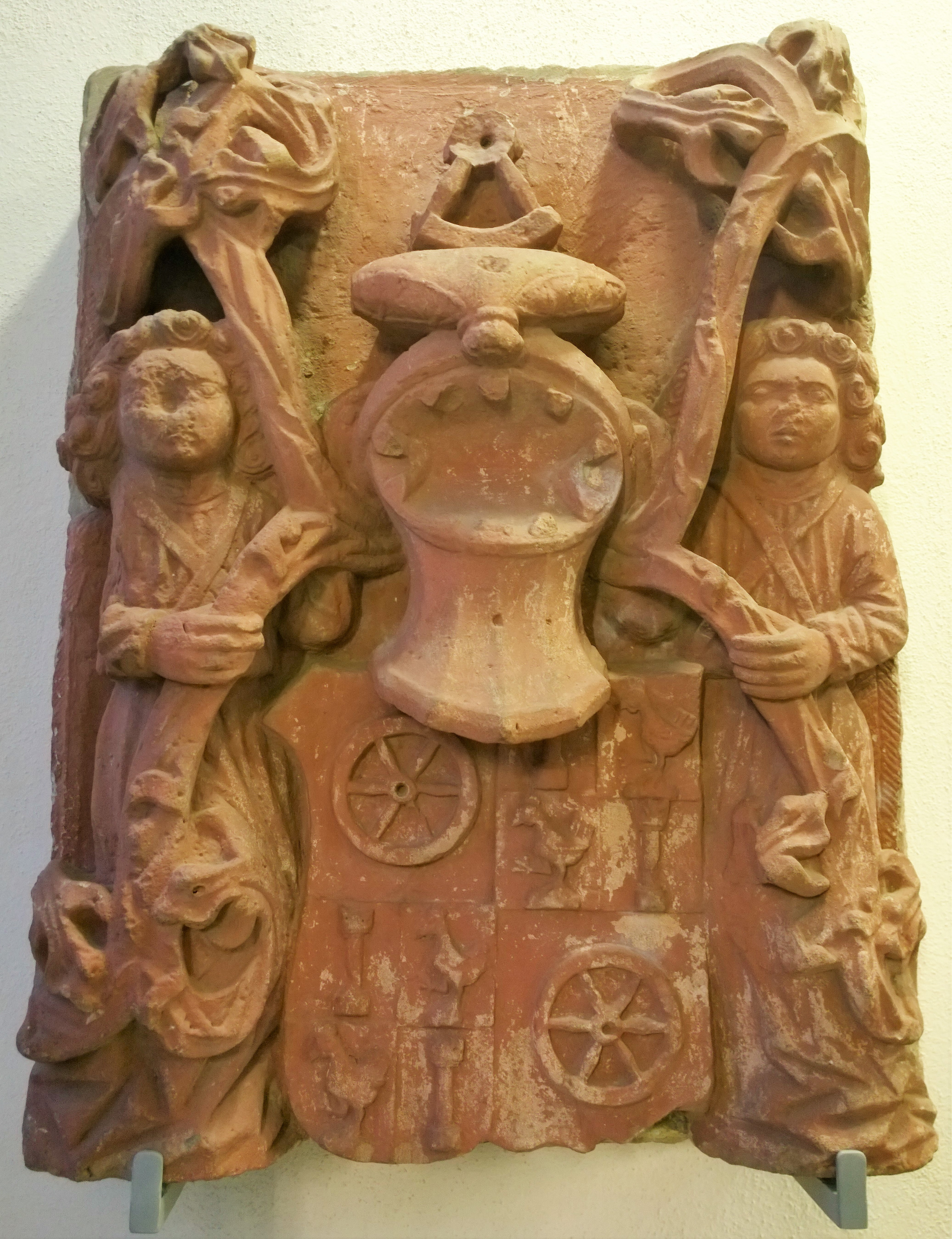
Wappenstein des Mainzer Erzbischofs, ehemals im Albinischloss der Burganlage Dieburg, heute im Aufgang zwischen Museum Schloss Fechenbach und Schloss Fechenbach

Am 20. Mai 1484 wurde Berthold von Henneberg einstimmig zum Erzbischof von Mainz gewählt; Papst Innozenz VIII. bestätigte seine Wahl am 20. September 1484. Die Bischofsweihe erhielt er durch den Wormser Bischof Johann III. am 13. März 1485 in Mainz. Er bemühte sich um die Wahrung der Grenzen des Mainzer Kurstaates und forderte bereits damals nötige Reformen und Landfrieden zwischen den Herrschern im Reich.
1486 wollte er eine Bücherzensur zur Reinhaltung von christlicher Lehre und Glauben einführen. Auch war Berthold von Henneberg ein Förderer der Mainzer Universität, die als erste im Reich dem Einfluss des Humanismus offenstand. Seinen Untertanen gestattete er die Erhebung einer Biersteuer, das Ungeld (auch Umgeld oder Ohmgeld).
1487 und noch einmal 1499 hielt Berthold von Henneberg Provinzialsynoden ab.
1494 übernahm er persönlich die Führung der Reichskanzlei am Königshof.

### Politik Bertholds
Bertholds Politik war maßgeblich vom Bemühen bestimmt, die Sonderstellung der Kurfürsten durch Geschlossenheit des Kurkollegs gegenüber dem Reichsoberhaupt und den fürstlichen Konkurrenten zu sichern. Angesichts der unterschiedlichen Interessen, die sogar zu militärischen Konflikten innerhalb des Kurkollegs in der zweiten Hälfte des Jahrhunderts führten, zeigt sich seine Leistung.
Hennebergs Reichsreform, die einen ständischen Zentralismus verfolgte, war für Maximilian eine Beeinträchtigung seiner Souveränität. Um die Position des Erzkanzlers zu schwächen, stärkte Maximilian  1497 seinen Hofrat und seine Hofkanzlei zu Lasten der Reichskanzlei. Hennebergs Antwort war 1500 die Errichtung des „Reichsregiments“, das Maximilian politisch ausschaltete. Der Beschluss des Reichstags von Augsburg bildete den Höhepunkt des Verfassungskampfes. Militärische Erfolge boten Maximilian 1502 die Möglichkeit, das Reichsregiment aufzulösen und Henneberg zu entmachten.

### Erzkanzler
Im Zuge der Reichsreform war Berthold von Henneberg als Mainzer Erzbischof 1495 Teilnehmer des Reichstages zu Worms, auf dem ihn die Fürsten zum Wortführer der Reichsstände wählten. In dieser Funktion rang er dem späteren Kaiser Maximilian I. die Zustimmung zu einem Reichsregiment ab. Der Ewige Landfrieden war ebenso seinem langwierigen Einsatz zu verdanken wie die Einsetzung des Reichskammergerichts und die „Handhabung Friedens und Rechts“ als Vertrag zwischen König und Ständen.
Das Reichsregiment trat erstmals 1500 zusammen. Als Erzkanzler stand Berthold von Henneberg diesem vor, ohne es zu dominieren. Es war als ständische Regierungsform des Reiches gedacht, allerdings sah Maximilian I. darin eine Beschneidung seiner Macht, weshalb er das Reichsregiment zu ignorieren versuchte, wo es ging. Es bestand aus 21 Mitgliedern: dem König, dem Erzkanzler und den Kurfürsten als ständige Mitglieder sowie weiteren Fürsten aus sechs dafür geschaffenen Reichskreisen (Bayern, Franken, Oberrhein, Sachsen, Schwaben und Niederrhein-Westfalen) sowie freien Reichsstädten. Es verabschiedete Beschlüsse im Namen des späteren Kaisers (inklusive seines Siegels), wobei dieser kein Einspruchsrecht hatte.
1502 löste sich das Reichsregiment wegen anhaltender Probleme mit dem König auf.

### Tod Bertholds
Im Jahr 1504 starb Berthold von Henneberg am 21. Dezember nach langwieriger Krankheit ein Jahr vor dem Reichstag zu Köln (Juni 1505), in dem das Scheitern des Reichsregiments – sieben Jahre nach dessen Einführung im Rahmen der Reichsreform – endgültig beschlossen wurde. Von den weiteren Maßnahmen blieben der Landfriede und das Reichskammergericht bestehen, ihre Kompetenzen wurden allerdings immer neu verhandelt, etwa als Kaiser Karl V. selbst den Landfrieden im Schmalkaldischen Krieg brach oder als man sich nicht einig werden konnte, wer die Reichsacht, die das Reichskammergericht über Albrecht Alkibiades von Brandenburg-Kulmbach verhängt hatte, ausführen sollte.

## Nachleben
Das Grabdenkmal Bertholds im Mainzer Dom wurde von Hans Backoffen gestaltet. Es folgt dem Mainzer Schema der spätmittelalterlichen Erzbischofsgrabmäler und zeigt den Verstorbenen als Standfigur im spätgotischen Architekturrahmen. Die Putten als Wappenhalter zeigen bereits Renaissancemotive.
1824 erhielt er eine Büste in der Walhalla (gestaltet von Ernst Mayer).